# 曖昧男
《曖昧男》，由同名的熱門線上漫畫改編，手機通訊Dingo公司製作，在Naver Tvcast平台於2017年4月3日所播出的爆笑網路劇。故事內容講述兩位男大學生是租房同住一個屋簷下，兩人關係是互相不喜歡，並且感到尷尬。後來發現他們跟大學的女同學剛好都是朋友，在同住這段時間發生了許多尷尬的事件，導致這位女同學和她男友認為他們兩個一對是情侶的誤會。

## 人物

### 主要人物
| 演員   | 角色   | 介紹                                                                                                 |
| ------ | ------ | --- |
| 崔宇植 | 朴圭泰 | 25歲，主修電玩設計，但其實根本不玩電玩，原本住在301號房，但某天電線走火，於是他搬到302號房與基材同住 |
| 張基龍 | 成基材 | 25歲，主修漫畫創作，但其實不看漫畫，住302號房                                                        |
| 張姬令 | 金敏雅 | 圭泰和基材的共同好友                                                                                 |

### 其他人物
| 演員   | 角色 | 介紹         |
| ------ | ---- | ------------ |
| 尹正日 | 元行 | 金敏雅的男友 |
| 李炳俊 |      | 房東         |

### 特別演出
| 演員   | 角色 | 介紹     |
| ------ | ---- | -------- |
| 俞世潤 |      | KTV老闆  |
| Muzie  |      | KTV老闆  |
| Joy    |      | 電影演員 |
| 金希珍 |      |          |

## 原聲帶
- Part.1（發行日期：2017年4月12日）[3]

| 曲序 | 曲目           | 演唱            | 时长 |
| ---- | -------------- | --------------- | ---- |
| 1.   | 曖昧男（썸남） | 崔宇植 & 張基龍 | 3:08 |

### 分集主題
| 集數 | 播出時間   | 標題                              |
| ---- | ---------- | --------------------------------- |
| 1    | 2017/04/03 | 可以跟隔壁的男人玩曖昧嗎？ （옆집남자와 썸타도 되는거?）   |
| 2    | 2017/04/03 | 可以碰胸嗎？ （가슴은 되는거?）                 |
| 3    | 2017/04/03 | 男人之間可以這麼煽風點火嗎？ （남자끼리 불붙어도 되는거?） |
| 4    | 2017/04/03 | 兩個大男人可以一起住嗎？ （남자 둘이 같이 살아도 되는거?）     |
| 5    | 2017/04/03 | 一起酣暢淋漓又如何？ （같이 흠뻑 젖어도 되는거?）         |
| 6    | 2017/04/03 | 男人之間撲倒也可以嗎？ （남자끼리 포개져도 되는거?）       |
| 7    | 2017/04/17 | 這麼接吻也無妨嗎？ （이렇게 입 맞춰도 되는거?）           |
| 8    | 2017/04/17 | 男人之間可以玩浪漫嗎？ （남자끼리 로맨틱해도 되는 거?）       |
| 9    | 2017/04/17 | 這麼激情也無妨嗎？ （이렇게 격정적이어도 되는 거?）           |
| 10   | 2017/04/17 | 一起熬夜也無妨嗎？ （같이 밤새 있어도 되는 거?）           |
| 11   | 2017/04/24 | 我的身體可以如此滾燙嗎？ （내 몸이 이렇게 뜨거워도 되는 거?）     |
| 12   | 2017/04/25 | 三個人這麼共處一室也無妨嗎？ （셋이 한방에서 이래도 되는 거?） |
| 13   | 2017/04/26 | 今晚我可以擁你入懷嗎？ （오늘밤 안겨도 되는 거?）       |
| 14   | 2017/04/27 | 今夜一起共度良宵也無妨嗎？ （오늘 밤 같이 자도 되는 거?）   |
| 15   | 2017/04/28 | 可以就這麼結束嗎？ （이렇게 끝나도 되는거?）           |

- 翻譯參照曖昧男-썸남（繁體中文）

## 外部連結
- 漫畫Naver官方網站 （页面存档备份，存于）
- Dingo的Facebook （页面存档备份，存于）
- 這麼基情也可以嗎？網路劇《曖昧男》上演超級爆笑的男男同居生活 （页面存档备份，存于）（繁體中文）
- 網絡劇-썸남-some男-曖昧男 （页面存档备份，存于）（繁體中文）
- 【韓國】網劇《曖昧男》：兩個大男人光明正大玩Hehe？ （页面存档备份，存于）（繁體中文）
- 頂級的「Bromance」－《曖昧男》 （页面存档备份，存于）（繁體中文）